# Kansas City Chiefs 1988
La stagione 1988 dei Kansas City Chiefs è stata la 19ª nella National Football League e la 29ª complessiva.
I veterani Bill Kenney e Steve DeBerg, acquisito da Tampa Bay, si divisero il ruolo di quarterback titolare nel corso della stagione. L'annata si chiuse all'ultimo posto della division con un record di 4-11-1, preludio di grossi cambiamenti nella dirigenza l'anno successivo.

## Roster
| Roster dei Kansas City Chiefs nel 1988 |
| --- |
| Quarterback - 17 Steve DeBerg - 9 Bill Kenney Running Back - 44 Herman Heard - 41 Keyvan Jenkins - 32 Larry Moriarty - 35 Christian Okoye FB - 26 Paul Palmer - 21 James Saxon Wide Receiver - 88 Carlos Carson - 86 Emile Harry - 83 Stephone Paige - 82 Kitrick Taylor Tight End - 85 Jonathan Hayes - 87 Alfredo Roberts Offensive Linemen - 61 Mark Adickes G - 76 John Alt T - 58 Tom Baugh C - 65 Curt DiGiacomo G - 75 Irv Eatman T - 64 Gerry Feehery C - 72 Dave Lutz G Defensive Linemen - 99 Mike Bell DE - 98 Leonard Griffin DE - 63 Bill Maas DT - 90 Neil Smith DE - 71 Don Thorp DT Linebacker - 55 Louis Cooper - 50 Jack Del Rio - 56 Dino Hackett - 57 Chris Martin - 92 Jerry McCabe - 96 Aaron Pearson - 52 Angelo Snipes Defensive Back - 20 Deron Cherry FS - 29 Albert Lewis CB - 24 J.C. Pearson CB - 27 Kevin Porter SS - 31 Kevin Ross CB Special Team - 2 Kelly Goodburn P - 8 Nick Lowery K                                                                 |
| Legenda - I rookie sono in corsivo. - Il primo ruolo è il principale mentre gli eventuali successivi indicano i ruoli secondari. - (IR) sta per Injured Reserve ed indica la lista ristretta per un solo giocatore infortunato che può tornare ad allenarsi dopo la settimana 6 e a rientrare in prima squadra dopo che questa ha giocato 8 partite. - (NF-Inj.) / (NF-Ill.) stanno rispettivamente per Non-Football Injured e Non-Football Illness ed indicano le liste dove viene inserito un giocatore che ha un infortunio o una malattia non dipendente dal football americano. - (PUP) sta per Physically Unable to Perform ed indica la lista dove viene inserito un giocatore mentre è in attesa di recuperare la condizione fisica. Nella stagione regolare dopo la sesta partita giocata dalla propria squadra, il giocatore ha tempo tre settimane per riprendere ad allenarsi, più tre settimane aggiuntive dal suo rientro agli allenamenti per rientrare in prima squadra. |

## Calendario
| Stagione regolare |                   |                        |           |          |
| Turno             | Data              | Avversario             | Risultato | Pubblico |
| 1                 | 4 settembre 1988  | Cleveland Browns       | S 6–3     | 55,654   |
| 2                 | 11 settembre 1988 | at Seattle Seahawks    | S 31–10   | 61,512   |
| 3                 | 18 settembre 1988 | Denver Broncos         | V 20–13   | 63,268   |
| 4                 | 25 settembre 1988 | San Diego Chargers     | S 24–23   | 45,498   |
| 5                 | 2 ottobre 1988    | at New York Jets       | P 17–17   | 66,110   |
| 6                 | 9 ottobre 1988    | at Houston Oilers      | S 7–6     | 39,134   |
| 7                 | 16 ottobre 1988   | Los Angeles Raiders    | S 27–17   | 77,078   |
| 8                 | 23 ottobre 1988   | Detroit Lions          | S 7–6     | 66,926   |
| 9                 | 30 ottobre 1988   | at Los Angeles Raiders | S 17–10   | 36,103   |
| 10                | 6 novembre 1988   | at Denver Broncos      | S 17–11   | 74,227   |
| 11                | 13 novembre 1988  | Cincinnati Bengals     | V 31–28   | 34,614   |
| 12                | 20 novembre 1988  | Seattle Seahawks       | V 27–24   | 33,152   |
| 13                | 27 novembre 1988  | at Pittsburgh Steelers | S 16–10   | 42,057   |
| 14                | 4 dicembre 1988   | New York Jets          | V 38–34   | 30,059   |
| 15                | 11 dicembre 1988  | at New York Giants     | S 28–12   | 69,807   |
| 16                | 18 dicembre 1988  | at San Diego Chargers  | S 24–13   | 26,339   |

## Classifiche
| AFC West            |   |    |   |      |     |       |     |     |     |
|                     | V | S  | P | %    | DIV | CONF  | PF  | PS  | STR |
| Seattle Seahawks(3) | 9 | 7  | 0 | .563 | 6–2 | 8–4   | 339 | 329 | V2  |
| Denver Broncos      | 8 | 8  | 0 | .500 | 3–5 | 5–7   | 327 | 352 | V1  |
| Los Angeles Raiders | 7 | 9  | 0 | .438 | 6–2 | 6–6   | 325 | 369 | S2  |
| San Diego Chargers  | 6 | 10 | 0 | .375 | 3–5 | 4–8   | 231 | 332 | V2  |
| Kansas City Chiefs  | 4 | 11 | 1 | .281 | 2–6 | 4–9–1 | 254 | 320 | S2  |

## Premi
Derrick Thomas:
rookie difensivo dell'anno